# 福斯马涅
福斯马涅（法語：Fossemagne，法語發音：[fosmaɲ]），又称福瑟马涅，是法国多尔多涅省的一个市镇，位于该省中东部地区，属于佩里格区。

## 地理
福斯马涅（45°7'37"N, 0°59'7"E）面积21.88 平方千米，位于法国新阿基坦大区多爾多涅省，该省份为法国西南部内陆省份，是法國本土面积第三大的省，大致对应佩里戈尔地区，北起顺时针与夏朗德省、上维埃纳省、科雷兹省、洛特省、洛特-加龙省、吉倫特省和滨海夏朗德省接壤。
与福斯马涅接壤的市镇（或旧市镇、城区）包括：利梅拉、鲁菲尼亚克-圣塞尔南德雷亚克、特农、阿雅、巴尔、巴西亚克和欧布罗什。

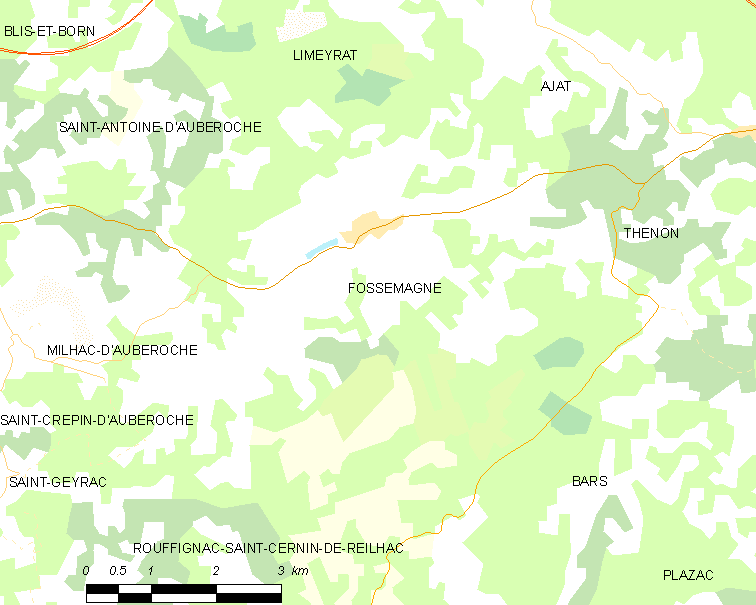
福斯马涅的OSM定位图

福斯马涅的时区为UTC+01:00、UTC+02:00（夏令时）。

## 行政
福斯马涅的邮政编码为24210，INSEE市镇编码为24188。

## 政治
福斯马涅所属的省级选区为上黑色佩里戈尔县。

## 人口

1962-2008年间福斯马涅人口变化图示

福斯马涅于2022年1月1日时的人口数量为553人。